# Gochnatia obtusifolia
Gochnatia obtusifolia là một loài thực vật có hoa trong họ Cúc. Loài này được (Britton) Jervis & Alain mô tả khoa học đầu tiên năm 1960.